# Lise Malinovsky
Lise Malinovsky, född 1957, är en dansk konstnär. Hennes målerier kännetecknas av starka färger och grova penseldrag. Tidigare har Lise Malinovsky arbetat med Michael Kvium.
Malinovsky finns representerad på Statens Museum for Kunst. 